# Рейдова
Рейдова (словац. Rejdová) — село в окрузі Рожнява Кошицького краю Словаччини, історична область Гемера. Площа села 50,52 км². Станом на 31 грудня 2016 року в селі проживало 770 жителів.

## Історія
Перші згадки про село датуються 1551 роком.

## Географія
Протікає Ровнянський потік.

## Населення
| Рік:            | 1994. | 2004.    | 2014.   | 2024.   |
| --------------- | ----- | -------- | ------- | ------- |
| Кількість осіб: | 647   | 719      | 776     | 721     |
| Різниця:        |       | +11,12 % | +7,92 % | -7,08 % |

| Рік:            | 2023. | 2024.   |
| --------------- | ----- | ------- |
| Кількість осіб: | 723   | 721     |
| Різниця:        |       | -0,27 % |